# 3-й гвардейский стрелковый корпус (2-го формирования)
3-й гвардейский стрелковый Краснознамённый корпус — войсковое соединение РККА Вооруженных Сил СССР во время Великой Отечественной войны.
Условное наименование — войсковая часть полевая почта (в/ч пп) № 24575.
Сокращённое наименование — 3 гв. ск.

## История формирования
Корпус формировался в городе Ворошиловград в составе 3-й гвардейской армии как 29-й стрелковый корпус, с 1 по 5 марта 1943 года. Основой формирования явились кадры 50-й гвардейской стрелковой дивизии.
22 апреля 1943 года 29-й стрелковый корпус, за проявленный героизм в боях по обороне Ворошиловграда, директивой Ставки ВГК № 40106 от 16 апреля 1943 года и боевыми распоряжениями Южного фронта № 0065 от 18 апреля 1943 года и 51-й армии № 00178 от 21 апреля 1943 года, преобразован в 3-й гвардейский стрелковый корпус.
В состав корпуса вошли:
- 50-я гвардейская стрелковая дивизия;
- 54-я гвардейская стрелковая дивизия;
- 91-я стрелковая дивизия;
- 346-я стрелковая дивизия

Части корпусного подчинения:
- 17-й отдельный гвардейский батальон связи (до 29.04.1943 406-й отдельный батальон связи)[3];
- 291-я полевая авторемонтная база;
- 2713-я военно-почтовая станция

## Участие в боевых действиях
Период вхождения в действующую армию: 22 апреля 1943 года — 29 марта 1944 года, 28 мая 1944 года — 14 сентября 1944 года, 13 октября 1944 года — 31 марта 1945 года, 20 апреля 1945 года — 11 мая 1945 года.

## Послевоенная история
С 14 мая по 15 июня 3-й гвардейский стрелковый корпус, находясь в Чехословакии, занимался боевой подготовкой и ликвидацией остатков разгромленных частей противника.
С 15 июня по 15 августа 1945 года корпус в составе 28-й армии совершил 1500 километровый марш из города Бела на новое место постоянной дислокации — в город Слуцк Барановичского военного округа.
С 21 мая 1946 года управление корпуса передислоцировалось в новое место дислокации — в город Бобруйск, где вошло в состав 3-й общевойсковой армии.
В марте 1947 года, приказом МВС № орг/1/461172 и приказом 3-й общевойсковой армии № ому/1/00195 управление 3-го гвардейского стрелкового Краснознамённого корпуса было расформировано.

## Боевой состав
| Подчинение      | Подчинение            | Подчинение        | Подчинение                                              | Подчинение                          | Подчинение |
| Дата            | Фронт                 | Армия             | В составе (стрелковые)                                  | Другие части, в том числе приданные | Примечания |
| --------------- | --------------------- | ----------------- | ------------------------------------------------------- | ----------------------------------- | ---------- |
| 01.05.1943 года | Южный фронт           | 51-я армия        | 50-я, 54-я гвардейские и 91-я стрелковые дивизии        |                                     |            |
| 01.06.1943 года | Южный фронт           | 51-я армия        | 50-я, 54-я гвардейские и 91-я стрелковые дивизии        |                                     |            |
| 01.07.1943 года | Южный фронт           | 51-я армия        | 50-я, 54-я гвардейские и 91-я стрелковые дивизии        |                                     |            |
| 01.08.1943 года | Южный фронт           | 51-я армия        | 50-я, 54-я гвардейские и 91-я стрелковые дивизии        |                                     |            |
| 01.09.1943 года | Южный фронт           | 5-я ударная армия | 50-я и 54-я гвардейские стрелковые дивизии              |                                     |            |
| 01.10.1943 года | Южный фронт           | 5-я ударная армия | 50-я, 54-я и 96-я гвардейские стрелковые дивизии        |                                     |            |
| 01.11.1943 года | 4-й Украинский фронт  | 5-я ударная армия | 50-я, 54-я и 96-я гвардейские стрелковые дивизии        |                                     |            |
| 01.12.1943 года | 4-й Украинский фронт  | 5-я ударная армия | 50-я, 54-я и 96-я гвардейские стрелковые дивизии        |                                     |            |
| 01.01.1944 года | 4-й Украинский фронт  | 5-я ударная армия | 50-я, 54-я и 96-я гвардейские стрелковые дивизии        |                                     |            |
| 01.02.1944 года | 4-й Украинский фронт  | 5-я ударная армия | 50-я, 54-я и 96-я гвардейские стрелковые дивизии        |                                     |            |
| 01.03.1944 года | 3-й Украинский фронт  | 5-я ударная армия | 50-я, 54-я, 96-я и 108-я гвардейские стрелковые дивизии |                                     |            |
| 01.04.1944 года | Резерв Ставки ВГК     | 28-я армия        | 50-я, 54-я и 96-я гвардейские стрелковые дивизии        |                                     |            |
| 01.05.1944 года | Резерв Ставки ВГК     | 28-я армия        | 50-я, 54-я и 96-я гвардейские стрелковые дивизии        |                                     |            |
| 01.06.1944 года | 1-й Белорусский фронт | 28-я армия        | 50-я, 54-я и 96-я гвардейские стрелковые дивизии        |                                     |            |
| 01.07.1944 года | 1-й Белорусский фронт | 28-я армия        | 50-я, 54-я и 96-я гвардейские стрелковые дивизии        |                                     |            |
| 01.08.1944 года | 1-й Белорусский фронт | 28-я армия        | 50-я, 54-я и 96-я гвардейские стрелковые дивизии        |                                     |            |
| 01.09.1944 года | 1-й Белорусский фронт | 28-я армия        | 50-я, 54-я и 96-я гвардейские стрелковые дивизии        |                                     |            |
| 01.10.1944 года | Резерв Ставки ВГК     | 28-я армия        | 50-я, 54-я и 96-я гвардейские стрелковые дивизии        |                                     |            |
| 01.11.1944 года | 3-й Белорусский фронт | 28-я армия        | 50-я, 54-я и 96-я гвардейские стрелковые дивизии        |                                     |            |
| 01.12.1944 года | 3-й Белорусский фронт | 28-я армия        | 50-я, 54-я и 96-я гвардейские стрелковые дивизии        |                                     |            |
| 01.01.1945 года | 3-й Белорусский фронт | 28-я армия        | 50-я, 54-я и 96-я гвардейские стрелковые дивизии        |                                     |            |
| 01.02.1945 года | 3-й Белорусский фронт | 28-я армия        | 50-я, 54-я и 96-я гвардейские стрелковые дивизии        |                                     |            |
| 01.03.1945 года | 3-й Белорусский фронт | 28-я армия        | 50-я, 54-я и 96-я гвардейские стрелковые дивизии        |                                     |            |
| 01.04.1945 года | Резерв Ставки ВГК     | 28-я армия        | 50-я, 54-я и 96-я гвардейские стрелковые дивизии        |                                     |            |
| 01.05.1945 года | 1-й Украинский фронт  | 28-я армия        | 50-я, 54-я и 96-я гвардейские стрелковые дивизии        |                                     |            |

## Награды и почётные наименования
| Награда (наименование)        | Дата награждения                                                                         | За что получена |
| ----------------------------- | ---------------------------------------------------------------------------------------- | --- |
| Почётное звание «Гвардейский» | присвоено директивой Ставки Верховного Главнокомандования № 40106 от 16 апреля 1943 года | в целях наиболее аффективного использования гвардейских стрелковых соединений, как наиболее опытных и устойчивых                                          |
| Орден Красного Знамени        | награждён указом Президиума ВС СССР от 27 июля 1944 года                                 | за образцовое выполнение заданий командования в боях с немецкими захватчиками, за овладение городом Барановичи и проявленные при этом доблесть и мужество |

- За овладение городами Сталино, Макеевка, Иловайск. Приказ войскам Южного и Юго-Западного фронтов от 8 сентября 1943 года.
- За участие в ликвидации Никопольского плацдарма немцев на левом берегу реки Днепр. Приказ войскам 4-го Украинского фронта от 8 февраля 1944 года.
- За овладение городом Николаев. Приказ войскам 3-го Украинского фронта от 28 марта 1944 года.
- За участие в прорыве сильно укреплённой обороны немцев, прикрывавшую Бобруйское направление. Приказ войскам 1-го Белорусского фронта от 25 июня 1944 года.
- За овладение городом Осиповичи. Приказ войскам 1-го Белорусского фронта от 28 июня 1944 года.
- За овладение городом Барановичи. Приказ войскам 1-го Белорусского фронта от 8 июля 1944 года.
- За участие в прорыве долговременной обороны противника в Восточной Пруссии. Приказ войскам 3-го Белорусского фронта № 231 от 19 января 1945 года.
- За овладение городом Гумбиннен. Приказ войскам 3-го Белорусского фронта № 238 от 21 января 1945 года.
- За овладение городом Инстербург. Приказ войскам 3-го Белорусского фронта № 240 от 22 января 1945 года.
- За овладение городом Пройсиш-Эйлау. Приказ войскам 3-го Белорусского фронта № 272 от 10 февраля 1945 года.
- За участие в ликвидации Восточно-Прусской группировки немецких войск, окружённой юго-западнее Кёнигсберга. Приказ войскам 3-го Белорусского фронта № 317 от 29 марта 1945 года.
- За овладение городом Кёнигсберг. Приказ войскам 3-го Белорусского фронта № 333 от 9 апреля 1945 года.
- За участие в завершении ликвидации группы немецких войск, окружённой юго-восточнее Берлина. Приказ войскам 1-го Украинского и 1-го Белорусского фронтов № 357 от 2 мая 1945 года.
- За участие в освобождении столицы Чехословакии — городом Прага. Приказ войскам 1-го Украинского фронта № 368 от 9 мая 1945 года.

Также был удостоен награды входивший в состав корпуса
| 17-й отдельный гвардейский ордена Красной Звезды батальон связи | 17-й отдельный гвардейский ордена Красной Звезды батальон связи          | 17-й отдельный гвардейский ордена Красной Звезды батальон связи |
| Награда (наименование)                                          | Дата награждения                                                         | За что получена |
| --------------------------------------------------------------- | ------------------------------------------------------------------------ | --- |
| Орден Красной Звезды                                            | награждён указом Президиума Верховного Совета СССР от 5 апреля 1945 года | за образцовое выполнение заданий командования в боях немецкими захватчиками при овладении городами Хайльсберг, Фридланд и проявленные при этом доблесть и мужество |

## Командование корпуса

### Командиры
- Белов, Александр Иванович (22.04.1943 — 04.04.1944), гвардии генерал-майор (умер от ран 5.04.1944);
- Бобрук, Сергей Антонович (05.04.1944 — 11.04.1944), гвардии генерал-майор (фактически к обязанностям не приступал);
- Безуглый, Игнатий Фёдорович (31.03.1944 — 20.04.1944), гвардии полковник (ИД);
- Рябышев, Дмитрий Иванович (12.04.1944 — 27.05.1944), гвардии генерал-лейтенант;
- Перхорович, Франц Иосифович (28.05.1944 — 07.11.1944), гвардии генерал-майор;
- Александров, Пётр Алексеевич (09.11.1944 — 08.1945), гвардии генерал-майор[8][9];
- Провалов, Константин Иванович (08.1945 — 03.1947), гвардии генерал-майор[1]

### Заместители командира по строевой части
- Гаспарян, Исаак Гаспарович (??.08.1946 — ??.03.1947), гвардии генерал-майор

### Заместители командира по политической части
- Мартынюк Василий Тихонович (22.04.1943 — 29.03.1944), гвардии подполковник, с 10.08.1943 гвардии полковник
- Браудэ Борис Семёнович (01.04.1944 — 11.07.1944), гвардии полковник
- Свирин Афанасий Матвеевич (11.07.1944 — 21.06.1946), гвардии полковник[10]

### Начальники штаба
- Безуглый Игнатий Фёдорович (03.1943 — 1945), гвардии полковник
- Мирсонов Григорий Михайлович (1945—1946), гвардии полковник